# Nemi-tó
A Nemi-tó (olaszul: Lago di Nemi, latinul: Nemorensis Lacus) avagy Diana tükre (latinul: Speculum Dianae) kis méretű, kör alakú, vulkanikus eredetű tó Olaszországban, Lazio régióban. Rómától 30 km-re délre helyezkedik el. Neve a tartomány legnagyobb településétől származik.  

## Története
A tó leginkább híres az itt elsüllyedt római hajókról, amik nagyon nagy méretűek és technikailag fejlettek voltak.  
A tó istennője Diana, akinek tiszteletére a Nemoralia fesztivált rendezték. A Diana-szentély közelében sok bronzszobor figurát találtak. A szobrok közül négy jelenleg a  British Museum gyűjteményében található.  Caligula és Tiberius császár is hajózott a tavon, hogy ezzel isteni kapcsolatukat demonstrálják.   
A tó nyugati oldalán egy régészeti kiállítást hoztak létre. 

## A kultúrában

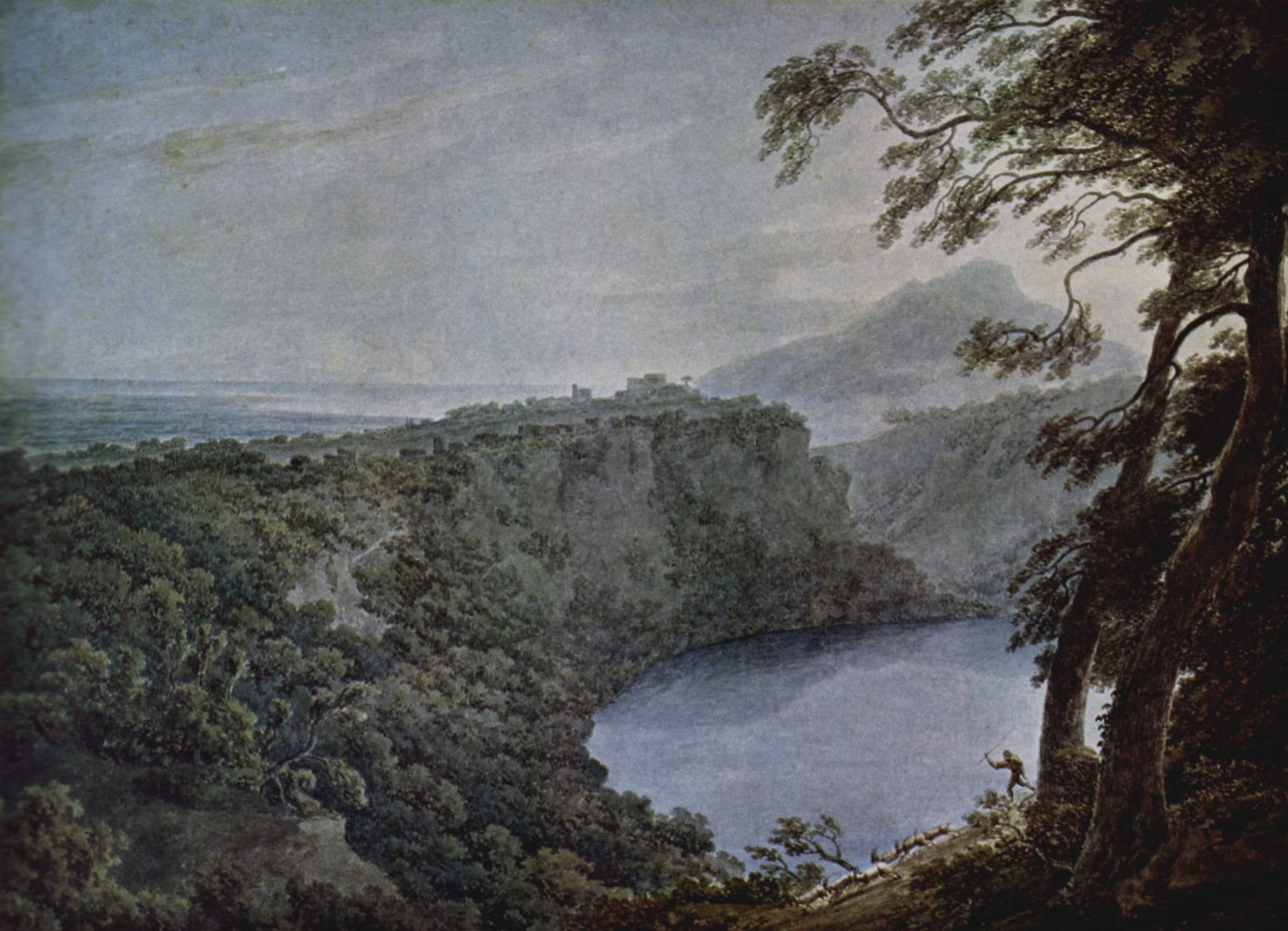
John Robert Cozens festménye (c. 1777)

- A Nemi-tó a tárgya John Robert Cozens, George Inness és Pierre-Henri de Valenciennes művének.
- Muriel Spark 1976-os regénye, a The Takeover három fiktív villát ír le, amik a tóra néznek.
- A Nemi-tó után kapta a nevét a norvég képregényhős, Nemi Montoya.
- A tó és környéke megjelenik az Assassin’s Creed: Brotherhood számítógépes játékban.